# Juan de los Ríos y Berriz
Juan de los Ríos y Berriz (1631–1698) foi um prelado católico romano que serviu como bispo de Santa Cruz de la Sierra (1687–1698).

## Biografia
Juan de los Ríos y Berriz nasceu em Lima, Peru. A 28 de abril de 1687, foi escolhido pelo Rei da Espanha e confirmado pelo Papa Inocêncio XI como Bispo de Santa Cruz de la Sierra. Em 1688, foi consagrado bispo por Melchor Liñán y Cisneros, arcebispo de Lima. Serviu como Bispo de Santa Cruz de la Sierra até à sua morte em 1698.